# La Espina (Salas)
La Espina es una parroquia del concejo asturiano de Salas (España), y un lugar de dicha parroquia. Su templo parroquial está dedicado a San Vicente.
La parroquia alberga una población de 452 habitantes y ocupa una extensión de 7,89 km².
Entre 1820 y 1823 formó un ayuntamiento independiente junto con las parroquias de Bodenaya e Idarga además de la tinetense de Brañalonga

## Poblaciones
Según el nomenclátor de 2017 la parroquia comprende las poblaciones de:
- Ablanedo (Ablanéu en asturiano y oficialmente) (lugar): 17 habitantes
- Cotariello (Cotariellu) (aldea) 4 habitantes
- La Espina (lugar): 378 habitantes
- Ovés (Ouvés) (lugar): 31 habitantes
- El Posadorio (El Pousadoriu) (aldea): 5 habitantes
- Las Rubias (lugar): 17 habitantes